# Megrelské knížectví
Megrelské nebo mingrelské knížectví (gruzínsky სამეგრელოს სამთავრო), zkráceně Megrelie nebo Mingrelie, známé také jako Odiši a Samegrelo, byl v období 16. až 19. století gruzínský stát zaujímající velkou část dnešního regionu Samegrelo – Horní Svanetie (bez Svanetie) a jihovýchodní část Abcházie a jejím hlavním městem bylo dnešní krajské město Zugdidi.

## Historie

Mapa Megrelie

V době vrcholného středověku (11.–15. století) byla Megrelie začleněna do sjednoceného Gruzínského království a v jeho rámci bylo vyhlášeno Megrelské knížectví. Po rozpadu království v 16. století získala Megrelie poprvé nezávislost, ale dostala se brzy pod tlak Osmanských Turků, kterým muselo vyplácet tribut. Vládnoucím rodem se stal rod Dadianiů. V roce 1803 se knížectví dostalo pod ochranu carského Ruska na základě smlouvy mezi carem Alexandrem I. a megrelským knížetem Grigolem. V letech 1857 až 1867 bylo nejprve knížectví zrušeno a pak se stalo součástí kutaiské gubernie.

## Seznam megrelských knížat
- Vardan I. Dadiani (legendární)
- Vardan II. Dadiani (1184–1213)
- Sergil Dadiani (1213–1250)
- Vardan III. Dadiani (1250–1260)
- Cotne Dadiani (1260–1300)
- Giorgi I. Dadiani (1300–1323)
- Mamia I. Dadiani-Gurieli (1323–1345)
- Giorgi II. Dadiani-Gurieli (1345–1384)
- Vamek I. Dadiani (1384–1396)
- Mamia II. Dadiani (1396–1414)
- Liparit I. Dadiani (1414–1470)
- Samsan ed-Daula Dadiani (1470–1474)
- Vamek II. Dadiani (1474–1482)
- Liparit II. Dadiani (1482–1512)
- Mamia III. Dadiani (1512–1532)
- Levan I. Dadiani (1532–1546)

Znak dynastie Dadianiů

- Giorgi III. Dadiani (1546–1574) (poprvé)
- Mamia IV. Dadiani (1574) (poprvé)
- Giorgi III. Dadiani (1574–1582) (podruhé)
- Mamia IV. Dadiani (1582–1590) (podruhé)
- Mamuka I. Dadiani (1590–1611)
- Levan II. Dadiani (1611–1657)
- Liparit III. Dadiani (1657–1658)
- Vamek III. Dadiani (1658–1661)
- Levan III. Dadiani (1661–1681)
- Levan IV. Dadiani (1681–1691)
- Giorgi IV. Čikovani (1691–1715)
- Kacia I. Dadiani (1704–1710)
- Bedžan Dadiani (1715–1728)
- Otia Dadiani (1728–1744)
- Kacia II. Dadiani (1744–1788)

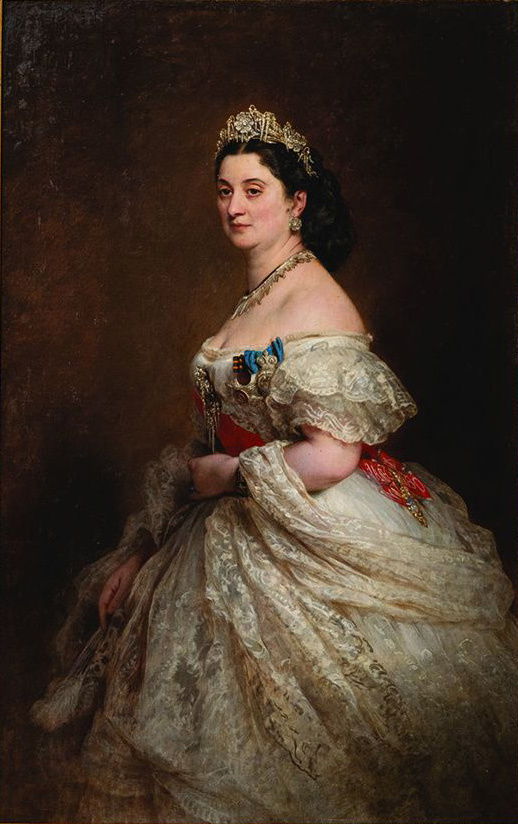
Jekatěrina Čavčandaze, poslední žena vládnoucí Megrelii

- Grigol Dadiani (1788–1791) (poprvé)
- Mamuka II. Dadiani (1791–1793)
- Tariel Dadiani (1793–1794) (poprvé)
- Grigol Dadiani (1794–1802) (podruhé)
- Tariel Dadiani (1802) (podruhé)
- Grigol Dadiani (1802–1804) (potřetí)
- Levan V. Dadiani (1804–1840)
  - Nino Bagrationi (1804) (regent)
  - Nikoloz Dadiani (1804) (regent)
  - Čkondideli Bessarion (1804) (regent)
  - Beri Gelovani (1804) (regent)
- David Dadiani (1840–1853)
- Nikoloz Dadiani (1853–1867)
  - Jekatěrina Čavčandaze (1853–1857) (regent)
  - Grigol Dadiani(1857–18??) (regent)
  - Zachariáš, biskup megrelský (18??–18??) (regent)

## Symbolika

znak:
18. století

vlajka:
1358 (na mapě) vlajka Dadianiů (Imeretské království)
1550
1559 (na mapě)
1560 (na mapě)
1561 (na mapě)
1557–1867

- znak:
- 18. století